# Anthaxia gabonica
Anthaxia (Haplanthaxia) gabonica – gatunek chrząszcza z rodziny bogatkowatych, podrodziny Buprestinae i plemienia Anthaxiini.
Gatunek ten został opisany w 2000 przez Svatopluka Bílego. W obrębie rodzaju Anthaxia (kwietniczek) należy do podrodzaju Haplanthaxia, a w nim do grupy gatunków Anthaxia rothkirchi species-group.
Ciało długości od 3,3 do 3,5 mm, czarne z zielonym połyskiem i zielonymi przednią krawędzią oraz tylnymi kątami przedplecza. Czoło w zarysie okrągłe. Na przedpleczu obecne tylko słabe wgłębienia po bokach przy nasadzie. Rzeźba przedplecza złożona z poprzecznych zmarszczek, bez oczkowania. Na pokrywach obecne delikatne, jasne szczecinki.
Kwietniczek ten jest endemitem Gabonu.